# The Smurflings
The Smurflings (em francês: Les P'tits Schtroumpfs) é o décimo terceiro álbum da série de histórias em quadrinhos franco-belga The Smurfs, pelo autor Peyo. Foi publicado pela primeira vez do nº 2595 ao nº 2600 do jornal Spirou, depois como álbum em 1988 pela editora Dupuis.
Além do título, contém outra história: The Clockwork Smurf (Le Schtroumpf robot)

## Sinopse

### The Smurflings (Les P'tits Schtroumpfs)
O barulho de alguns Smurfs praticando para um próximo show faz com que a ampulheta do Papai Smurf ("Esta ampulheta já viu horas melhores!") quebrar, então ele envia três Smurfs (Natural Smurf, Slouchy Smurf e Snappy Smurf) para a casa do Pai Tempo depois de um  novo.  Papai Smurf também acha Smurfette triste por ser a única mulher Smurf.
Na casa do Pai Tempo, a borboleta de Natural invade um relógio de pêndulo e os três Smurfs vão atrás dela. No entanto, o relógio é um relógio mágico que retrocede e envelhece todos os quatro como três Smurflings e uma pequena lagarta. Eles descobrem que gostam de sua nova infância e voltam para a aldeia.
De volta à vila, os Smurfings entram em conflito intergeracional com seus companheiros Smurfs, principalmente o Smurf Gênio. Eles decidem vestir seus próprios estilos pessoais em vez de usar as roupas clássicas dos Smurfs. Snappy fica na frente do Smurf Ranzinza dizendo "E EU ODEIO OS GRANDES SMURFS!" antes que Ranzinza possa dizer "Eu odeio Smurfings", e Slouchy faz um dos presentes do Smurf Joca sair pela culatra nele.
No show, Smurf Gênio dirige a orquestra em uma peça musical que faz a maioria dos Smurfs dormir, e então os Smurfs chegam com instrumentos caseiros e uma peça rítmica que faz todo mundo dançar.
No dia seguinte, os Smurflings percebem a depressão de Smurfette por falta de uma amiga, então eles vão para a casa de Gargamel e roubam sua fórmula de Smurfette de seu livro mágico. Quando Gargamel encontra isso, ele lança um feitiço no barro necessário para fazer uma Smurfette; quando a luz do sol do meio-dia atingir qualquer coisa feita com essa argila, ela explodirá. Sem saber disso, os Smurflings pegam o barro e o usam para criar uma Smurfling fêmea chamada Sassette. Smurfette está muito feliz por ter um amigo, mas Papai Smurf justifica os Smurflings por fazerem tudo isso sem permissão.
Sassette vagueia pela vila e Smurf Ranzinza diz a ela que a odeia porque, como Smurfette, ela é uma criatura Gargamel. A curiosa Sassette pergunta quem é Gargamel, então Ranzinza conta a ela sobre o bruxo malvado, e que sua casa fica do outro lado da floresta. Sassete vai para a casa de Gargamel pensando que ele pode fazer amizade com ela, e o feiticeiro foge dela, sabendo que ela vai explodir em breve.  Felizmente, Papai Smurf descobre sobre a argila encantada de que Sassette foi feita e faz um antídoto que ele joga em seu rosto, impedindo-a de explodir, e ela é recebida na comunidade Smurf de braços abertos.

### The Clockwork Smurf (Le Schtroumpf robot)
Smurf Habilidoso cria um Smurf Robô, um robô que fará todo o trabalho doméstico do Habilidoso. O Smurf Robô tem um truque adicional: ele come folhas de salsaparrilha, transformando-as em sopa de salsaparrilha quente que ele serve através de seu chapéu em tigelas de sopa para dar aos Smurfs.
Durante uma viagem para a floresta, Robô e Habilidoso são capturados por Gargamel, que então constrói um Smurf Robô falso e mal-humorado de barro e envia para ser encontrado pelos Smurfs. Em vez de sopa, o falso Clockwork dá veneno aos Smurfs que os transformará em formas horríveis no dia seguinte. Papai Smurf desconfia da atitude diferente de Robô e não toma a sopa.
O verdadeiro Robô dobra as barras de sua jaula, não o suficiente para ele, mas o suficiente para permitir que Handy avise a vila. Habilidoso chega à vila ao amanhecer para encontrar todos os Smurfs (sem Papai Smurf) como criaturas feias. Ele lhes conta toda a história, então eles vão para a casa de Gargamel, onde o falso Robô voltou.
Gargamel faz os dois Smurfs Robôs lutarem, mas os Smurfs chegam e derrotam Gargamel, enquanto o verdadeiro Mecânico derrota o falso e Azrael foge, assustado com os Smurfs alterados. A verdadeira sopa de Robô funciona como um antídoto para os Smurfs e então eles dão a Gargamel a sopa de Robô falsa, que ele involuntariamente consome, transformando-se em um monstro.  Depois que os Smurfs vão embora, Gargamel diz ao Robô Falso para beber uma poção de superforça, mas ele erroneamente bebe uma poção explosiva e acaba explodindo em pedacinhos. Sem saber que ficou horrível com sua própria sopa, Gargamel tenta obter a ajuda de Azrael, mas o gato não o reconhece e foge aterrorizado.
Na vila dos Smurfs, tudo volta ao normal.

## Publicação e outras mídias

### No desenho animadoThe Smurfs
A adaptação animada da Hanna-Barbera de "The Smurflings" foi dividida em dois episódios como a estréia da quinta temporada, originalmente exibida em setembro de 1985. As parcelas são chamadas de "The Smurflings" e "Sassette".
Em "The Smurflings", o adulto Snappy desobedece a ordem do Papai Smurf de não tocar em nada quando ele abre a porta do relógio mágico. Enquanto a porta do relógio está aberta, a borboleta de Nat voa, fazendo com que Nat vá atrás dela; depois, o relógio dá errado e começa a envelhecer Nat, e quando Snappy e Slouchy vão resgatar seu colega Smurf, eles também são rejuvenescidos. O próprio Pai Tempo é chamado por ajuda do Papai Smurf, mas nem ele consegue desfazer o estrago. Além disso, os três Smurfs parecem esquecer suas vidas como Smurfs adultos.
Em "Sassette", a recém-criada Sassette é inicialmente travessa até que Papai Smurf pode lançar um feitiço sobre ela para mudar seu comportamento para o de uma Smurfing feminina normal, mas de outra forma.  Ela foge quando Snappy Smurfling, chateado por ter sido punido por Papa, faz uma observação insensível insinuando que Papa não queria que Sassette fosse criada e que ela foi criada usando um dos feitiços de Gargamel. Sassette vai para a casa do Gargamel, onde ela acredita que será apreciada, fazendo com que Gargamel (que lançou um feitiço explosivo no barro usado para criá-la) e Cruel correm aterrorizados. Papai Smurf é capaz de quebrar o feitiço no final, e Sassette é aceita na comunidade Smurf. Sem saber o que papai havia feito, Gargamel fica surpreso e intrigado que Sassette não explodiu, e então vai verificar o barro que ele encantou, apenas para acabar sendo literalmente explodido no céu!
Na versão dos desenhos animados de Hanna-Barbera de "The Clockwork Smurf", Habilidoso faz o Smurf Robô para tornar a vida dos Smurfs mais fácil, fazendo todo o seu trabalho.  Clockwork começa bem no início, mas depois funciona mal graças aos ajustes ignorantes de Gênio com suas obras, fazendo com que ele destrua muitos estragos não intencionais. Isso leva Handy a decidir relutantemente, sob pressão dos outros Smurfs, desativar o Smurf Robô e depois jogá-lo na floresta. O Smurf Robô revive no entanto, e acaba se unindo ao lado de Gerard, um menino príncipe que é o legítimo rei de seu país, mas agora está preso por sua tia malvada Lady Imperia que está governando (ela é a vilã nesta versão em vez de  Gargamel, que não aparece).  Eventualmente, os Smurfs também se envolvem, com Papai Smurf lançando um feitiço de invisibilidade sobre si mesmo, Habilidoso e os outros Smurfs para que eles possam ajudar Gerard e Smurf Robô sem serem vistos. No final, Gerard recupera seu reino e adota o Smurf Robô como seu amigo e conselheiro, enquanto Habilidoso, satisfeito por sua criação ter provado ser útil, volta para casa com os outros Smurfs.  Esta adaptação também foi feita e lançada temporadas antes de "The Smurflings" e "Sassette".

### Outros
Em um ponto em "The Smurflings", Smurf Gênio é jogado para fora da vila como no desenho animado, ao invés de ser atingido com um martelo como em outros quadrinhos.